# Pedicularis longipes
Pedicularis longipes är en snyltrotsväxtart som beskrevs av Carl Maximowicz. Pedicularis longipes ingår i släktet spiror, och familjen snyltrotsväxter. Inga underarter finns listade i Catalogue of Life.